# Zofia Bielczyk
Zofia Bielczyk (dekliški priimek Filip), poljska atletinja, * 22. september 1958, Varšava, Poljska.
Nastopila je na poletnih olimpijskih igrah leta 1980, ko je osvojila sedmo mesto v štafeti 4x100 m in osmo v teku na 100 m z ovirami. Na evropskih dvoranskih prvenstvih je osvojila zaporedna naslova prvakinje v teku na 60 m z ovirami v letih 1980 in 1981 ter srebrno medaljo leta 1977.